# Konkret (Zeitschrift)
Konkret (Eigenschreibweise: konkret) ist eine 1957 gegründete deutsche Zeitschrift, die – mit einer Unterbrechung von November 1973 bis Oktober 1974 – bis heute erscheint. Die monatlich erscheinende Zeitschrift für Politik und Kultur vertritt weit links stehende Positionen; während sie selbst sich als „einzige linke Publikumszeitschrift Deutschlands“ versteht, wurde sie 2003 vom Verfassungsschutz dem „undogmatischen Linksextremismus“ zugeordnet.

## Geschichte

### VorläuferStudentenkurier
Der in Stil und Angriffslust innovative, erstmals die westdeutsche akademische Jugend über die lokalen Studentenzeitschriften hinaus als Leserschaft erschließende Vorläufer Studentenkurier wurde 1955 von Klaus Rainer Röhl in Hamburg gegründet. Er erschien bis 1957 unter Mitwirkung von Autoren wie Werner Riegel, Peter Rühmkorf, Arno Schmidt, Kurt Hiller und auch des Grafikers Verner Witting. Über den ehemaligen FDJ-Funktionär Klaus Hübotter wurde die Gründung im Wesentlichen durch die DDR finanziert.

### Konkretvon 1957 bis 1974
In den ersten Jahren ihres Bestehens hatte Konkret insbesondere auf die gesellschaftskritische Studentenschaft großen Einfluss. In der Hochphase der Studentenrevolte (vgl. 68er-Bewegung) erschien die Zeitschrift vierzehntäglich, von 1972 bis zum Konkurs im November 1973 sogar wöchentlich.
Anfänglich war die in Konkret umbenannte Zeitschrift eine Studentenzeitschrift, die an den Universitäten auch ihre Hauptverbreitung fand. Konkret wurde aus der DDR finanziell unterstützt und bekam bis 1964 bis zu 40.000 DM pro Ausgabe. Klaus Rainer Röhl, Ulrike Meinhof und andere Redakteure reisten dafür häufig in die DDR. Manchmal empfingen sie ihre Weisungen auch im Westen durch Abgesandte der DDR. Röhl gab später an, die Redakteure seien durch Instrukteure der seit 1956 in der Bundesrepublik Deutschland illegalen KPD angeleitet worden. Deutlich wurde dies zum Beispiel daran, dass moskaukritische Sozialisten wie Kurt Hiller aus dem Blatt hinausgedrängt wurden.
Da es in der Folgezeit beständig Probleme mit der Finanzierung der Zeitschrift gab, gleichzeitig deren Verbreitung und Bekanntheitsgrad sich enorm vergrößerte, suchte K. R. Röhl eine Möglichkeit zur sicheren Expansion und Verbreitung der Zeitschrift. Da mitunter DDR-kritische Artikel gedruckt wurden und die Zahlungen u. a. deshalb zuletzt ausblieben, wurden Aufmachung und Inhalt (in den Anfängen der sexuellen Emanzipation) immer stärker von sexuellen Themen unter Verwendung von Nacktfotos geprägt, da dies eine hohe Auflage erwarten ließ. Gleichzeitig erwarb sich die Zeitschrift durch diese Maßnahme bei ihren Gegnern den noch lange andauernden Ruf einer „Polit-Porno-Postille“. Eine entblößte Brust erschien aber erst im Jahr 1969 auf dem Titel, also zur selben Zeit, in der große Zeitschriften wie der Stern ebenfalls mit freizügigen Titelblättern Leser zu gewinnen versuchten.
Peter Rühmkorf, dem die damaligen engen Verbindungen zur DDR nicht bekannt waren, schrieb am 19. Mai 1969 in Konkret (11/1969) in seiner Kolumne Agents provocateurs: „Das Schicksal der Zeitschrift konkret, ihre äußeren Anfechtungen und ihre inneren Irritationen sind nicht zu trennen von den Spannungen in der linken Bewegung überhaupt.“
Unter den Redakteuren dieser Zeit sind Stefan Aust und Uwe Nettelbeck zu nennen. Doch war die damals bekannteste Mitarbeiterin der Zeitschrift Röhls Ehefrau Ulrike Meinhof, die von 1960 bis 1964 zudem Chefredakteurin war. Im Zuge ihrer politischen Radikalisierung und der sich daraus ergebenden Differenzen zu weiten Teilen der übrigen Mitarbeiter schrieb sie am 26. April 1969 in der Frankfurter Rundschau: „Ich stelle meine Mitarbeit jetzt ein, weil das Blatt im Begriff ist, ein Instrument der Konterrevolution zu werden, was ich durch meine Mitarbeit nicht verschleiern will.“ Am 7. Mai 1969 wurde das Haus des Konkret-Herausgebers Röhl in Hamburg-Blankenese von mehreren Aktivisten gestürmt und verwüstet. Meinhofs Teilnahme an der gewaltsamen Befreiung von Andreas Baader am 14. Mai 1970 bedeutete das endgültige Ende ihrer journalistischen Karriere.

### Konkretab 1974
Unter der Herausgeberschaft des vormaligen Redaktionsmitglieds und früheren Spiegel-Redakteurs Hermann L. Gremliza erschien im Oktober 1974 das erste Heft der „neuen“ Konkret. Gremlizas Anliegen war es, das Magazin „zur publizistischen Speerspitze einer seriösen Linken zu machen […], [nachdem] Röhl nach der Trennung von Ulrike Meinhof [konkret] zu einer Art Yellow-Press der Apo gemacht hatte“. (So erschienen unter Röhls Leitung eine Zeitlang auf dem Titelbild und im Innern des Blattes ganzseitige Pin-Up-Fotos.) Gremliza verfasste regelmäßig die Einleitungskolumne sowie eine abschließende Seite mit sprachkritischen Betrachtungen. Konkret hält auch nach der Einführung der neuen deutschen Rechtschreibung an den alten Rechtschreibregeln fest; allerdings wurde ab dem September-Heft 2014 der neue Gebrauch des ß übernommen.
Im Jahre 1983 ermittelte die Bundesanwaltschaft wegen des Verdachts der Preisgabe von Landesgeheimnissen gegen das Magazin und ließ die Redaktionsräume durchsuchen. Der Durchsuchung vorausgegangen war das Konkret-Titelthema: „Die Moral des Helmut Kohl“. In der betreffenden Ausgabe wurde berichtet, dass der damalige Bundeskanzler Helmut Kohl ein Verhältnis mit seiner Bonner Büroleiterin habe. Konkret bezeichnet sich selbst und wird charakterisiert als eine (radikal) linke Zeitschrift, d. h., sie steht im politischen Spektrum links von den im Bundestag vertretenen Parteien (vgl. Neue Linke). Ein Leitspruch der Zeitschrift ist „lesen, was andere nicht wissen wollen“. Der Erscheinungsort von Konkret ist Hamburg.
Der Verlag KVV konkret Vertriebsgesellschaft für Druck- und andere Medien GmbH & Co. KG, in dem die konkret erscheint, wurde als Gesellschaft am 26. August 1993 gegründet und hat ein Stammkapital von 30 677,51 Euro. Eng verbunden mit der Zeitschrift ist der Konkret Literaturverlag.
Am 20. Dezember 2019 starb Hermann Gremliza. Neue Herausgeberin wurde seine Tochter Friederike Gremliza.
Im Januar 2023 wurde bekannt, dass die konkret 2.000 neue Abonnements benötigt, um weiterhin erscheinen zu können.

## Konkret-Kongress 1993
Vom 11. bis zum 13. Juni 1993 fand ein von der Konkret-Redaktion veranstalteter Kongress im Hamburger Curiohaus statt. Unter dem Titel Was tun? Über Bedingungen und Möglichkeiten linker Politik und Gesellschaftskritik gab es 12 Diskussions- und Vortragsrunden mit 35 Referenten und neun Referentinnen, zu denen mehr als 1.500 Besucher kamen. Auf den Podien waren neben anderen Thomas Ebermann, Jutta Ditfurth, Jürgen Elsässer, Georg Fülberth, Hermann L. Gremliza, Wolfgang Fritz Haug, Karl Held, Robert Kurz, Wolfgang Pohrt, Karl Heinz Roth und Sahra Wagenknecht vertreten.
Laut Ulrich Peters offenbarten die Diskussionen des Kongresses, „dass die radikale Linke den welthistorischen Umbruch von 1989/90 auch drei Jahre danach nur in Ansätzen verarbeitet hatte. Die Frage »Was tun?« wurde nicht beantwortet; eine Strategie, wie die Linke wieder in die Offensive gelangen könnte, nicht entwickelt.“ Jana König nennt als einziges Ergebnis: Künftig solle radikale Theoriearbeit im Fokus stehen und keine politische Praxis. Eine vergleichbare Veranstaltung wäre nach Einschätzung von Friederike Gremliza im Jahr 2024 ausgeschlossen, weil „sowohl Personal als auch politisch-programmatische Gemeinsamkeiten“ in der Linken fehlten.

## Kontroversen
In einem wesentlichen Teil der sich als antiimperialistisch verstehenden Fraktion der radikalen Linken wird Konkret vor allem wegen der grundsätzlich proisraelischen Haltung sowie der zustimmenden Haltung zum Irak-Krieg kritisiert.
Aus diesen Gründen endete auch die Arbeit Jürgen Elsässers bei Konkret. Noch Ende 2002 hatte er in Bezug auf den bevorstehenden Irak-Krieg dem Vergleich der Methoden Hitlers und Bushs durch Herta Däubler-Gmelin zugestimmt, die Linke für ihr „in dubio pro bello“ (= im Zweifel für Krieg) kritisiert und geschrieben: „Bei Bush wie bei Hitler ist der Krieg nicht nur ein Ablenkungsmanöver von den wirtschaftlichen Schwierigkeiten [gewesen], sondern die einzige Lösungsmöglichkeit einer säkularen Krise.“ In zwei Artikeln in der Zeitung Junge Welt rechnete Elsässer einen Monat später mit „Kriegslügen von links“, insbesondere in Konkret, ab und warf der Zeitschrift u. a. politischen Zynismus sowie eine unseriöse und groteske Aufblähung der „Opferbilanz der Baath-Partei“ vor.
Konkret kündigte wenig später den Arbeitsvertrag mit Elsässer als Redakteur und schrieb Anfang 2003 dazu: „Die Gründe dafür waren arbeitstechnischer als auch politischer Art; […] die politischen betrafen Elsässers Versuch, seine eigene politische Neuorientierung gegen den Willen des Herausgebers und der Redaktion sowie auf Kosten anderer KONKRET-Autoren auf die Zeitschrift zu übertragen.“
In einem Schriftstück des Verfassungsschutzes wird resümiert:

„Insbesondere die Monatszeitschrift ‚konkret‘ sowie die Bahamas-Gruppe erklärten nunmehr, zum Schutz Israels sei die militärische Intervention am Golf notwendig und richtig. Aus der Sicht des traditionellen Linksextremismus war dies ein Tabubruch, weil es die Befürwortung einer ‚imperialistischen Aggression‘ einschloss. Die ‚konkret‘-Fraktion erhielt von ihren Gegnern umgehend den Stempel ‚Bellizisten‘, um zu illustrieren, dass sie sich als Verräter vom antiimperialistischen ‚Friedenskampf‘ abgesetzt und das Lager gewechselt habe.“

Konkret-Herausgeber Gremliza wird von der Broschüre mit der Bemerkung zitiert:

„Vom Irak, von den ungezählten Verbrechen, die das Regime Saddam Husseins angerichtet hat, darf am Friedenslager nicht gesprochen werden. Wer es dennoch tut, ist ein Kriegstreiber. Da mein diesbezüglicher Ruf hinreichend ruiniert ist, kann ich’s ja sagen: Wäre gewährleistet, dass Saddam Husseins Regime beseitigt und durch ein menschenfreundlicheres ersetzt werden könnte, ohne fünfzig-, hunderttausend oder mehr Iraker kollateral umzubringen und zugleich an anderen Orten andere Monster zu entfesseln, hätte ich keine Bedenken.“

Im Kontext des Russischen Überfalls auf die Ukraine 2022 wandten sich einige zuvor recht aktive Autoren der konkret, darunter Leo Fischer und Alex Feuerherdt, von der Zeitschrift ab, die sich „in dieser Frage in die Nachbarschaft der AfD, des völkischen Flügels der Linkspartei oder Jürgen Elsässers Compact, von Henry Kissinger, Klaus von Dohnanyi oder den Lobbyverbänden der deutschen Industrie“ begebe. Olaf Kistenmacher kritisierte, dass seit der Übernahme durch Friederike Gremliza die Zeitschrift immer stärker eine unkritische Haltung gegenüber Russland und China gezeigt habe und „schlechter linker Antiimperialismus“ zutage getreten sei. Die Redaktion der konkret veröffentlichte auf der Zeitschriftenhomepage eine Stellungnahme, in der sie den Autoren, die sich abgewandt hatten, vorwarf, ihre Erklärung sei „geprägt vom Willen zu einer politischen Hetze, die eine Antwort nicht verdient“. Der Marx-Forscher Timm Graßmann beschreibt die Position der Zeitschrift wie folgt: „Die denken […], eine Art deutsches Wesen sei das Problem, die EU daher so etwas wie das ‚Vierte Reich‘ und Putin in der Rolle des Antifaschisten. Und wenn jemand freiwillig beim ‚Vierten Reich‘ mitmachen will, wie die Ukrainer, können das ja nur Nazis sein.“

## Autoren (Auswahl)
Zu den Konkret-Mitarbeitern gehörten über die Jahre viele bekannte freie Publizisten, z. B.
| - Günter Amendt - Peter Bierl - Manfred Bissinger - Walter Boehlich - Martin Büsser - Diedrich Diederichsen - Alex Feuerherdt - Leo Fischer - André Gorz - Sebastian Haffner - Ulrich Holbein - Günther Jacob - Reinhard Kahl - Felix Klopotek | - Otto Köhler - Dieter Kosslick - Jörg Kronauer - Matthias Küntzel - Erich Kuby - Dietrich Kuhlbrodt - Tjark Kunstreich - Robert Kurz - Ulrike Meinhof - Uwe Nettelbeck - Reinhard Opitz - Thomas von der Osten-Sacken - Stefan Römer - Peggy Parnass | - Wolfgang Pohrt - Lars Quadfasel - Ernst Alexander Rauter - Karl Heinz Roth - Bernhard Schmid - Georg Seeßlen - Kay Sokolowsky - Erich Später - Ingrid Strobl - Oliver Tolmein - Thomas Uwer - Mathias Wedel |

Nicht nur professionelle Journalisten lieferten Beiträge zur Konkret, auch Hochschullehrer, wie u. a.
| - F. W. Bernstein - Georg Fülberth - Freerk Huisken | - Ernst Fürntratt-Kloep - Heiner H. Hoier | - Oskar Negt - Klaus Theweleit |

des Weiteren bekannte Schriftsteller wie
| - Heinrich Böll - Peter O. Chotjewitz - Dietmar Dath - Karlheinz Deschner - Hubert Fichte - Erich Fried - Gerd Fuchs - Robert Gernhardt - Peter Hacks - Eckhard Henscheid | - Gerhard Henschel - Günter Herburger - Wladimir Kaminer - Yaak Karsunke - Brigitte Kronauer - Jürgen Manthey - Robert Neumann - Hermann Peter Piwitt - Ernst Alexander Rauter | - Martin Robbe - Peter Rühmkorf - Michael Scharang - Arno Schmidt - Michael Schneider - Horst Tomayer - Henning Venske - Hans Wollschläger - Peter-Paul Zahl |

sowie (Ex-)Politiker wie
| - Jutta Ditfurth - Rudi Dutschke - Thomas Ebermann | - Karl-Heinz Hansen - Rainer Trampert - Jürgen Trittin | - Winfried Wolf |

Unter den Autoren fanden sich auch solche, die in der Zeitschrift im späteren Verlauf zum Teil heftig kritisiert wurden; zu ihnen gehörten u. a. (in Klammern das Jahr ihres letzten Beitrags):
| - Stefan Aust - Wolf Biermann (1980) - Norbert Blüm (1976) - Jürgen Elsässer | - Alice Schwarzer (1981) - Sahra Wagenknecht - Günter Wallraff (1985) | - Justus Wertmüller - Roger Willemsen - Gerhard Zwerenz (1992) |